# Mar de nuvens

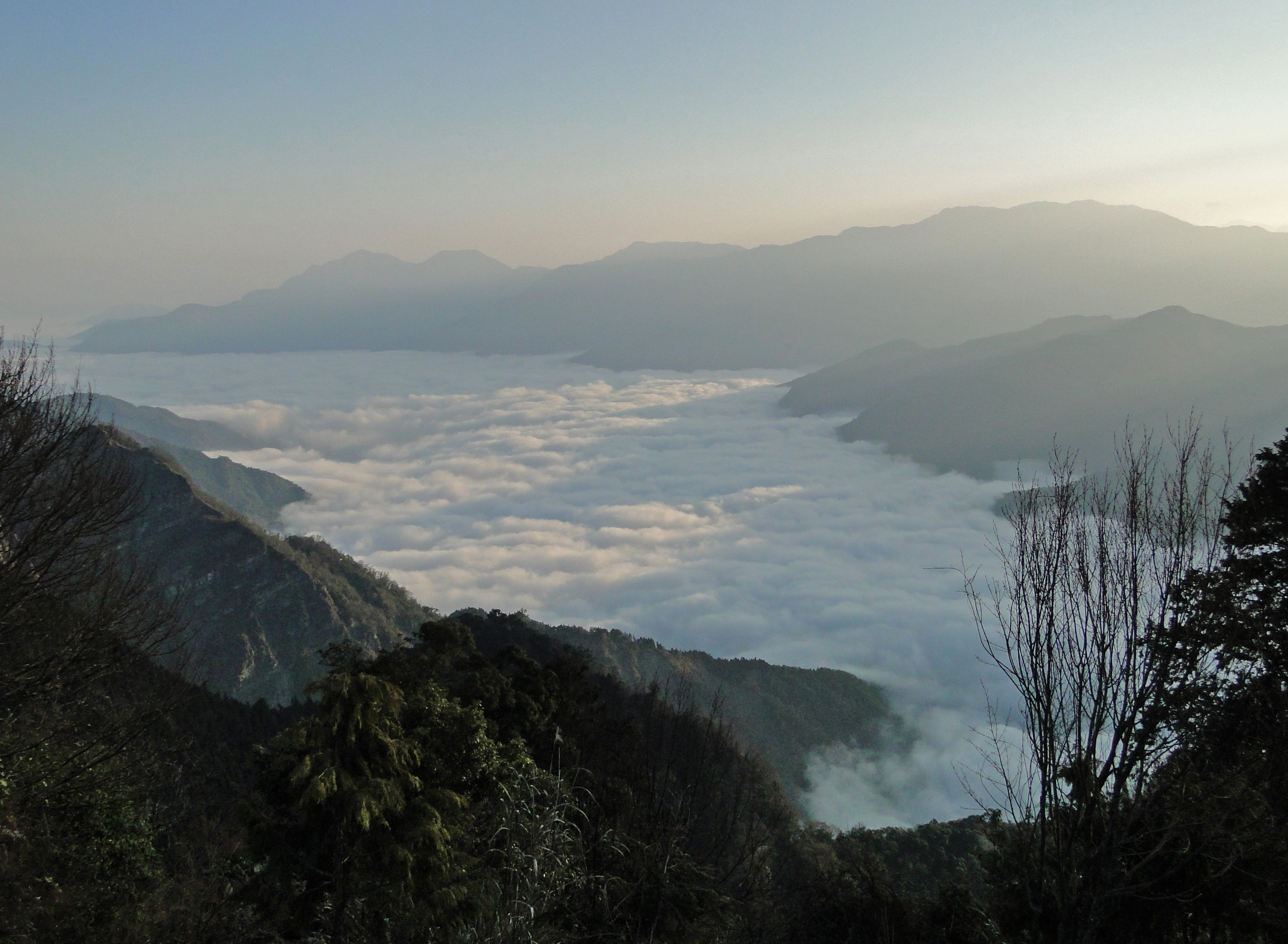
Mar de nuvens visto da Montanha Jhushan em Taiwan.

Um mar de nuvens é uma camada nublada de nuvens, vista de cima, com um topo relativamente uniforme que apresentam ondulações de comprimentos muito diferentes, semelhante as ondas do mar. Em contrapartida um mar de névoa, composto por nuvens estratos ou nevoeiro, não apresenta sinais de ondulação.
Em ambos os casos, o fenômeno parece bastante similar ao oceano aberto. A comparação é ainda mais completa se alguns picos de montanhas se elevarem acima das nuvens, desta forma assemelhando-se a ilhas.

## Formação
Um mar de nuvens é geralmente formado em vales ou sobre mares em condições de massa de ar muito estáveis como é o caso de uma inversão térmica. A umidade pode então atingir grande saturação e a condensação pode ser transformada em uma nuvem estrato-cúmulos uniforme, nuvem estratos ou em nevoeiro. Acima dessa camada, o ar deve estar seco. Esta é uma situação comum em uma área de alta pressão com resfriamento na superfície por resfriamento radiante durante uma noite de verão, ou advecção de ar frio no inverno ou em uma camada marinha.

## Utilizações artísticas
- Mar de Nuvens (雲海) é um termo poético chinês para os arredores do cume de uma montanha, como as montanhas Huangshan.[3]
- Caminhante sobre o mar de névoa é uma pintura a óleo de 1818 feita pelo artista alemão Caspar David Friedrich descrevendo este fenômeno.